# Santa Ana (Canelones)
Santa Ana est une ville de l'Uruguay située dans le département de Canelones. Sa population est de 273 habitants.

## Géographie
La ville fait partie de la Costa de Oro.

## Population
Sa population est de 273 habitants environ (2011).
| Année | Population |
| ----- | ---------- |
| 1963  | -          |
| 1975  | 75         |
| 1985  | 87         |
| 1996  | 143        |
| 2004  | 173        |
| 2011  | 273        |

Référence,